# Birdy Airlines
Birdy Airlines SA war eine kurzlebige  belgische Fluggesellschaft, die ihre Maschinen für die Fluglinie SN Brussels Airlines betrieb und im Jahr 2004 von dieser übernommen wurde.

## Geschichte
Nachdem die Fluggesellschaft Sabena im November 2001 Insolvenz anmelden musste, blieb deren Tochterunternehmen Delta Air Transport (DAT) bestehen und konnte den Flugbetrieb auf den europäischen Strecken aufrechterhalten. Delta Air Transport besaß jedoch weder das Kapital noch einen geeigneten Flugzeugtyp, um die Langstreckenflüge der Sabena fortzuführen. Die belgischen Unternehmer Victor Hasson und Georges Gutelman, die gemeinsam schon die Fluggesellschaften Eurobelgian Airlines und City Bird geleitet hatten, erwarben die afrikanischen Streckenrechte der ehemaligen Sabena und gründeten Anfang 2002 die Linienfluggesellschaft Birdy Airlines. Diese sollte den Flugbetrieb auf einigen afrikanischen Routen wieder aufnehmen. Hierzu leaste das Unternehmen im Februar 2002 drei Maschinen des Typs Airbus A330, die zuvor bei Sabena im Einsatz standen.
Zwischenzeitlich hatte Delta Air Transport mit der SN Airholding einen neuen Investor gefunden und war zur SN Brussels Airlines umfirmiert worden. Noch bevor Birdy Airlines ihren Flugbetrieb aufnahm, konnte sie einen Kooperationsvertrag mit diesem Unternehmen abschließen. Die drei Maschinen erhielten eine Farbgebung im Markenauftritt der SN Brussels Airlines und wurden ab dem 26. April 2002 für diese im Wet-Lease auf den afrikanischen Strecken betrieben. Die Langstreckenflüge waren profitabel und erreichten eine durchschnittliche Sitzplatzauslastung von 80 Prozent. Vor Ablauf des 30-monatigen Leasingvertrags unterbreitete SN Brussels der Birdy Airlines ein Übernahmeangebot. Am 27. Oktober 2004 wurde Birdy Airlines vollständig in die Fluggesellschaft SN Brussels integriert.

## Flotte
- 3 Airbus A330-300 (Kennzeichen: OO-SFM, OO-SFN, OO-SFO)